# Jasna Branka Staman
Jasna Branka Staman, slovenska knjižničarka, pravljičarka in mladinska pisateljica, * 27. januar 1961, Grlava, Slovenija.

## Življenjepis
Rodila se je 27. januarja 1961 na Grlavi (Prlekija). Obiskovala je Gimnazijo Frana Miklošiča v Ljutomeru, nato pa leta 1983 diplomirala na Pedagoški akademiji v Mariboru - smer slovenski jezik in DMV - z diplomsko nalogo iz pedagoške sociologije. Leta 1985 se je zaposlila v Splošni knjižnici Ljutomer, kjer se je še posebej posvetila bibliopedagoškemu poslanstvu z mladimi bralci, širjenju bralne kulture ter ohranjanju ljudskih besedil. Od. l. 2008 organizira v Parku I. slovenskega tabora v Ljutomeru Pravljice pod hrasti.

## Delo
Stamanova piše pravljice in pripovedi za otroke od 4. do 15. leta. Prva dela (Sinja pravljica, Svetlobno jajce) je izdala v samozaložbi, vse ostale pa pri  Založbi Ajda iz Murske Sobote. Njene slikanice so do sedaj ilustrirali: Vesna Veberič, Anton Buzeti, Mojca Cerjak, Kristina Krhin, Andreja Gregorič, pravljično pripoved Razbojniška hči pa je likovno nadgradila Kaja Kosmač.
S svojimi projekti sodeluje na marsikaterem festivalu, simpoziju ali srečanjih umetniških ustvarjalcev, slovenski vrtci, osnovne šole in kulturne ustanove pa jo poznajo tudi kot pripovedovalko z violino. Nekaj let je sodelovala s Petrom Andrejem, pesnikom in kantavtorjem iz Ruš, ki je pripovedi nadgradil s songi in glasbo.  

### Dela za otroke in mladino
- Sinja pravljica (1997) (COBISS)
- Svetlobno jajce (1999) (COBISS)
- O črni kokoši (2004) (COBISS)
- Pastorka in bela žena (2005) (COBISS)
- O začarani jelši (2005) (COBISS)
- Prevzetna drvarka (2006) (COBISS)
- Škratec (2007) (COBISS)
- Ajda in Sam(2009) (COBISS)
- Buča debeluča (2010) (COBISS)
- Razbojniška hči (2011) (COBISS)
- Premeteni pastir (2012) (COBISS)
- Deček s piščaljo (2014) (COBISS)
- Kako so Robavsi nadrajsali (2018) (COBISS)
- Kraljestvo vrelcev:legenda o radenskih vrelcih (2019) (COBISS)
- Tu bi lebdela duša: ljudske in avtorske pomurske pravljice (2020) (COBISS)

### Ostala dela
- Pozabljeno v predalih: izbor ljudskih in starih, še neobjavljenih besedil iz Prlekije (2000-2002) (COBISS)